# Ernobius gentilis
Ernobius gentilis är en skalbaggsart som beskrevs av Henry Clinton Fall 1905. Ernobius gentilis ingår i släktet Ernobius och familjen trägnagare. Inga underarter finns listade i Catalogue of Life.